# Пистолет Лебедева
Пистолет Лебедева (ПЛ-14, ПЛ-15, ПЛ-15К, ПЛК, МПЛ) — российский самозарядный пистолет под патрон 9 × 19 мм Парабеллум. 
В октябре 2021 года ПЛК поступил на вооружение Министерства внутренних дел Российской Федерации.

## История
Пистолет Лебедева разработан в инициативном порядке для нужд российских силовых структур, коллективом конструкторов концерна «Калашников» под руководством Дмитрия Лебедева. Разработка ПЛ-14 началась в 2014 году (отсюда и название Пистолет Лебедева 2014 год). Официально впервые был представлен на подмосковном Международном военно-техническом форуме «Армия-2015»; его модернизированная версия получила индекс ПЛ-15 и была продемонстрирована годом позднее на форуме «Армия-2016». Доработанный ПЛ-15 и его укороченная версия с индексом ПЛ-15К были продемонстрированы на аналогичном форуме «Армия-2017». ПЛ-15 предназначен для использования в вооружённых силах и правоохранительных структурах как возможная замена пистолету Макарова, а также в качестве спортивного пистолета для соревнований различного класса. На 2018 год достоверных сведений о проведении государственных испытаний обнародовано не было, однако управляющий директор Ижевского механического завода Александр Гвоздик сообщил, что завод подготовил производственные мощности для начала серийного производства ПЛ-15 и ПЛ-15К с 2019 года.
Дмитрий Лебедев является учеником конструктора спортивного оружия Ефима Хайдурова, под руководством которого работал с 1987 года.
На 14-й международной выставке вооружений и военной техники IDEX 2019, прошедшей с 17 по 21 февраля в Абу-Даби (Объединённые Арабские Эмираты) была представлена спортивная модификация пистолета Лебедева, получившая обозначение SP1, предназначенная, в первую очередь, для спортсменов — членов Международной конфедерации практической стрельбы и стрелков-любителей. SP1 оснащён съёмными открытыми прицельными приспособлениями стандарта «Глок» (Glock). Принцип работы автоматики аналогичен ПЛ-15. Вес без магазина составляет 1,1 кг (сталь) или 0,8 кг (алюминиевый сплав), длина — 205 мм, длина ствола — 112 мм.
По состоянию на начало 2021 года, пистолеты семейства ПЛ начали поступать в подразделения силовых структур.
Ночью 19 февраля 2023 года армия обороны Израиля зафиксировала попытку контрабанды оружия с ливанской территории на территорию государства Израиль: среди конфискованного оружия числились несколько экземпляров ПЛК.

## Описание
Согласно информации пресс-службы концерна, концепция оружия была разработана совместно с инструкторами центра подготовки спецназа ФСБ и ведущими стрелками-спортсменами.
Отличием пистолета от аналогов является его эргономика и баланс, соответствующие нынешним представлениям о биомеханике человека. Методы расчёта автоматики, применённые в ходе его создания, способствуют большому ресурсу настрела, а в сочетании с применёнными решениями по эргономике, делают пистолет комфортным с точки зрения отдачи, подбросу после выстрела и быстрого возвращения на линию прицеливания. Всё это способствует быстрому повторному выстрелу и быстрому переносу огня, а эргономичная рукоятка с большим углом наклона облегчает стрельбу «навскидку».
Особое внимание обращено на безопасность оружия — применённое решение УСМ делает невозможным самопроизвольный выстрел заряженного пистолета, даже при падении с высоты на твёрдое покрытие. Кроме того, в базовом варианте, спуск сделан намеренно более длинным и с большим усилием, чем обычно, что убережёт стрелка от случайного выстрела в стрессовой ситуации при удержании пальца на спуске.
В своём классе имеет наилучшие параметры по компактности: толщина 21 миллиметр в передней части и 28 миллиметров в районе рукоятки. Для одинаковой эффективности стрельбы с правой и левой руки применены двустороннее расположение органов управления. Пистолет имеет сменный ствол и планку Пикатинни для установки навесного оборудования. Имеет индикатор наличия патрона в патроннике, позволяющий визуально или «на ощупь» определить, заряжено ли оружие. Нестандартная геометрия патронника позволяет стрелять патронами с нестандартной длиной гильзы (короткими или дефектными).
По информации генерального директора холдинга Алексея Криворучко, предполагается выпуск вариантов с изменёнными характеристиками УСМ и спортивных модификаций.
Доработанная версия этого пистолета, получившая название ПЛ-15, отличается изменённой формой тыльной части затвора, наличием отверстия внизу рукоятки для крепления пистолетного ремешка, новой формой рычагов предохранителя, затворной задержки, замыкателя ствола и защёлки магазина. Кроме того, была показана версия, оснащённая удлинённым стволом с резьбой на его дульной части для крепления глушителя.

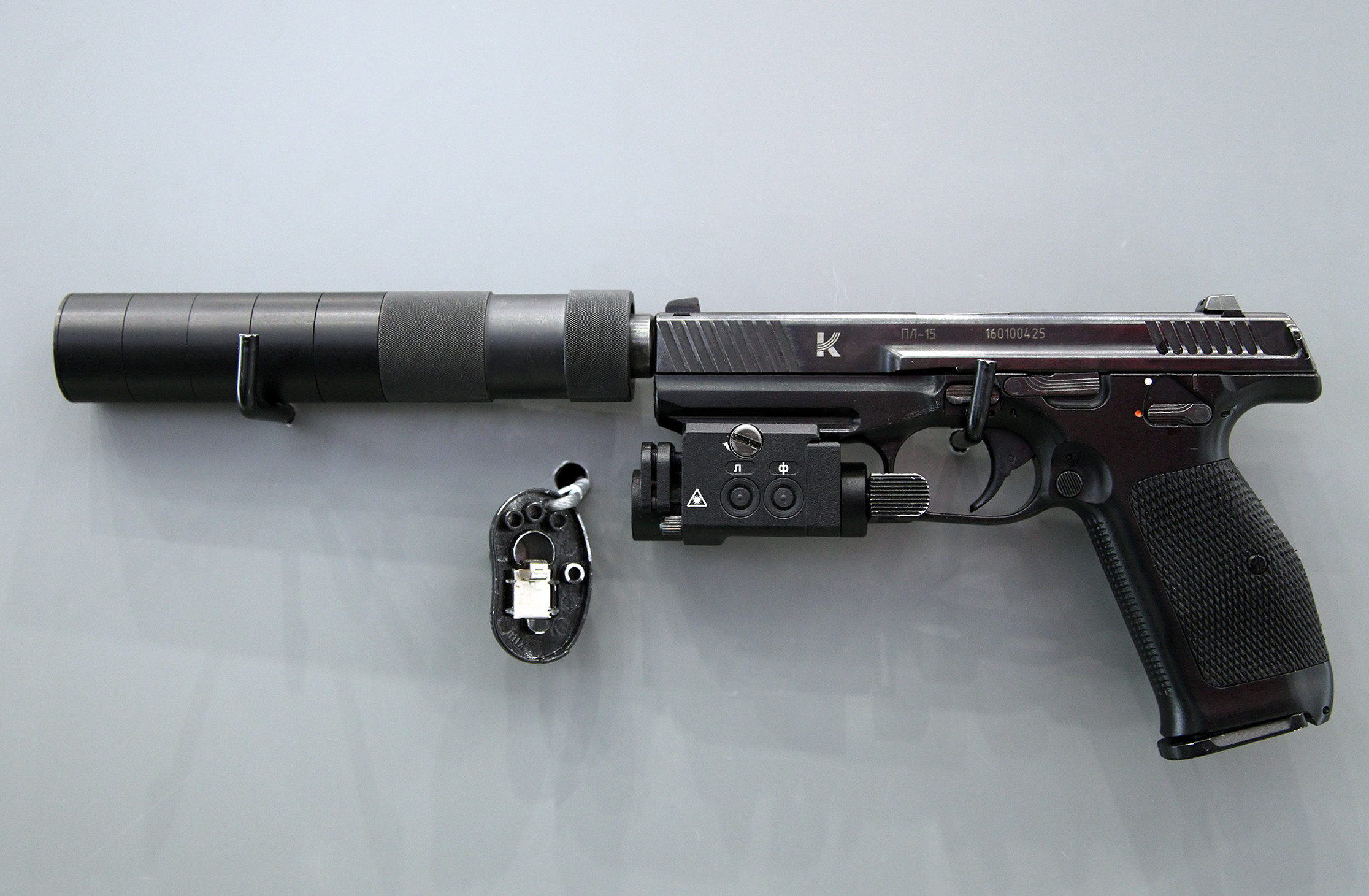
Прототип ПЛК — пистолет ПЛ-15 на выставке «Армия-2016»

Компактная версия пистолета Лебедева ПЛ-15К (КПЛ) весом 0,72 кг. (без патронов), длиной 185 мм и высотой 130 мм была представлена на военно-техническом форуме «Армия-2017». По словам главного конструктора, пистолет сделан менее обременительным в ношении за счёт некоторого снижения ТТХ для вооружения сотрудников полиции и МЧС, которые с одной стороны должны иметь при себе оружие по роду службы, а с другой стороны скорее всего им никогда не воспользуются. ПЛ-15 и ПЛ-15К имеют единый механизм и обладают одним принципом действия автоматики и модульностью.
Внизу по бокам рукоятки пистолета Лебедева ПЛ-15К имеются полукруглые отверстия, предназначенные для извлечения магазина в тяжёлых условиях эксплуатации, когда стрелку необходимо приложить усилие, потянув магазин за его крышку. Рычаги флажкового предохранителя в ПЛ-15К перенесены немного вперёд и вверх, ближе к затворной задержке. Пользователь может заменить ствол на удлинённый, с резьбой на дульной части для установки быстросъёмного глушителя. Сменные мушка и целик могут иметь различную конфигурацию. Также возможна установка коллиматорного прицела на затвор.
На проходившем в конце мая 2019 года в Подмосковье в учебном центре «Новский» отдельной дивизии оперативного назначения имени Ф. Э. Дзержинского войск национальной гвардии России третьем научно-техническом форуме «День передовых технологий правоохранительных органов Российской Федерации», концерн «Калашников» представил модернизированный пистолет Лебедева МПЛ, и вариант для спецподразделений МПЛ-1.

## Принцип действия
ПЛ-15 использует автоматику с использованием инерции отдачи затвора, сцепленного со стволом, при коротком ходе ствола. Отпирание выполняется снижением казённой части ствола фигурным приливом под казённой частью ствола. Запирание канала ствола осуществляется зацепом на верхней кромке ствола при сцеплении с окном для выброса гильз в затворе.
УСМ двойного действия, курковый, со скрытым курком и инерционным ударником. Стрельба ведётся в режиме самовзвода для каждого выстрела, при этом усилие спуска составляет 4 кг, а полный ход спускового крючка — 7 мм. Дополнительно в конструкцию введён ручной предохранитель, при включении разобщающий спусковой крючок с курком и имеющий два плоских рычажка на обеих сторонах оружия. Полуавтоматический вариант пистолета ПЛ-15-01 имеет ударниковый УСМ одинарного действия со значительно уменьшенными усилием спуска и ходом спускового крючка.
Указатель патрона в патроннике выполнен в виде штифта, выступающего из заднего торца затвора при наличии патрона в стволе. Рычажки затворной задержки двусторонние.
Питание патронами осуществляется из отъёмных двухрядных магазинов с выходом патронов в один ряд. Прицельные приспособления открытые, нерегулируемые, установлены в пазах типа «ласточкин хвост». На рамке под стволом выполнена направляющая типа Пикатинни для установки дополнительного оборудования (ЛЦУ, фонарь). Пистолет ПЛ-15 может оснащаться удлинённым стволом с резьбой для установки быстросъёмного глушителя.

## Спорт
На 2021 год пистолет ПЛ-14 не одобрен в списке пистолетов, разрешённых для спортивных соревнований по практической стрельбе IPSC в классе «Серийный» с формулировкой причины: из-за отсутствия возможности проведения инспекции в начале 2017 года.

## Варианты и модификации
- «ПЛК» (пистолет Лебедева компактный)[14] — версия для МВД. Принят на вооружение МВД в октябре 2021 года[15].
- «МПЛ» (модульный пистолет Лебедева) — версия для Росгвардии[16].
- «ПЛК-Т» (травматический пистолет Лебедева) — пистолет ограниченного поражения[17].
- Р-423   (Списанное  Учебное оружие ) Макет для гражданского рынка